# Rolando Rubalcava
Jesús Rolando Rubalcava Peña (Guadalajara, 22 luglio 1923 – Città del Messico, 15 ottobre 1996) è stato un cestista messicano.

## Carriera
Con il Messico ha disputato una edizione dei Giochi olimpici (1952).